# Championnats du monde de boxe amateur 1974
Navigation
Édition suivante
Les premiers championnats du monde de boxe amateur masculins se sont déroulés du 17 au 30 août 1974 à La Havane, Cuba, sous l'égide de l'AIBA (Association Internationale de Boxe Amateur).

## Résultats

### Podiums
| Catégories                    | Or                | Argent            | Bronze                                |
| Poids mi-mouches (-48 kg)     | Jorge Hernández   | Stephen Muchoki   | Enrique Rodríguez Yevgeniy Yudin      |
| Poids mouches (-51 kg)        | Douglas Rodríguez | Alfredo Pérez     | Constantin Griuescu Vladislav Zasypko |
| Poids coqs (-54 kg)           | Wilfredo Gómez    | Luis Jorge Romero | Aldo Cosentino David Torosyan         |
| Poids plumes (-57 kg)         | Howard Davis      | Boris Kuznetsov   | Mariano Álvarez Rigoberto Garibaldi   |
| Poids légers (-60 kg)         | Vassily Solomin   | Simion Cuţov      | Luis Echalde José Luis Vellón         |
| Poids super-légers (-63,5 kg) | Ayub Kalule       | Vladimir Kolev    | Ulrich Beyer Amon Kotey               |
| Poids welters (-67 kg)        | Emilio Correa     | Clinton Jackson   | Plamen Jankov Zbigniew Kicka          |
| Poids super-welters (-71 kg)  | Rolando Garbey    | Alfredo Lemus     | Anatoliy Klimanov Joseph Nsubuga      |
| Poids moyens (-75 kg)         | Rufat Riskiyev    | Alec Năstac       | Dragomir Vujković Bernd Wittenburg    |
| Poids mi-lourds (-81 kg)      | Mate Parlov       | Oleg Korotayev    | Ottomar Sachse Leon Spinks            |
| Poids lourds (+81 kg)         | Teófilo Stevenson | Marvin Stinson    | Fatai Ayinla Rajko Milić              |

### Tableau des médailles
| Place | Pays               | Médaille d'or, monde | Médaille d'argent, monde | Médaille de bronze, monde | Total |
| ----- | ------------------ | -------------------- | ------------------------ | ------------------------- | ----- |
| 1     | Cuba               | 5                    | 1                        | 2                         | 8     |
| 2     | Union soviétique   | 2                    | 2                        | 4                         | 8     |
| 3     | États-Unis         | 1                    | 2                        | 1                         | 4     |
| 4     | Yougoslavie        | 1                    | 0                        | 2                         | 3     |
| 5     | Porto Rico         | 1                    | 0                        | 1                         | 2     |
| 5     | Ouganda            | 1                    | 0                        | 1                         | 2     |
| 7     | Roumanie           | 0                    | 2                        | 1                         | 3     |
| 8     | Venezuela          | 0                    | 2                        | 0                         | 2     |
| 9     | Bulgarie           | 0                    | 1                        | 1                         | 2     |
| 10    | Kenya              | 0                    | 1                        | 0                         | 1     |
| 10    | Allemagne de l'Est | 0                    | 0                        | 3                         | 3     |
| 12    | Espagne            | 0                    | 0                        | 1                         | 1     |
| 12    | France             | 0                    | 0                        | 1                         | 1     |
| 12    | Ghana              | 0                    | 0                        | 1                         | 1     |
| 12    | Nigeria            | 0                    | 0                        | 1                         | 1     |
| 12    | Panama             | 0                    | 0                        | 1                         | 1     |
| 12    | Pologne            | 0                    | 0                        | 1                         | 1     |
| Total | 17 pays médaillés  | 11                   | 11                       | 22                        | 44    |